# Penta no Tsuri Bōken
Penta no Tsuri Bōken (ペン太の釣冒険 "La Aventura de Pesca de Penta"?) es un videojuego de pesca relacionada con la saga Antarctic Adventure para teléfonos móviles desarrollado por Konami y publicado el 7 de mayo de 2003 solo exclusivamente en Japón. A mediados de 2004, fue reeditado por Konami para su plataforma de descargas Konami Net DX (コナミネットDX Konami Netto DX?) con el título Penta no Tsuri Bōken DX (ペン太の釣冒険DX "La Aventura de Pesca de Penta DX"?).

## Objetivo del juego
El juego Penta no Tsuri Bōken de Konami, fueron similares a Angler de Virgin Games, The Black Bass de Gamu, River King de Natsume y Sega Bass Fishing de Sega, el jugador, Penta la tenía su caña, como toca el teclado, le tira a carnada y luego pesca los peces y obtendrá algunos puntos por segundo, por lo tanto, entra a la tienda de ansuelos aparece una foca y luego recorrerá a otros lagos donde puedes pescar.

## Personajes
- Penta
- Foca (Tienda de Ansuelos para pesca)